# Bressolles, Allier
Bressolles là một xã ở tỉnh Allier thuộc miền trung nước Pháp.